# Peter Kirby
Pour les articles homonymes, voir Kirby.
Peter Murray Kirby, né le 17 décembre 1931 à Montréal, est un bobeur canadien.
Il est sacré champion olympique en bob à quatre en 1964 à Innsbruck. Il remporte aussi l'or aux Championnats du monde de bobsleigh en 1965 à Saint-Moritz.

## Palmarès

### Jeux Olympiques
- : médaillé d'or en bob à 4 aux JO 1964.

### Championnats monde
- : médaillé d'or en bob à 4 aux championnats monde de 1965.